# 御所インターチェンジ
御所インターチェンジ（ごせインターチェンジ）は、奈良県橿原市・御所市の市境付近にある京奈和自動車道（大和御所道路）のインターチェンジである。

## 接続する道路
- 国道24号
- 奈良県道116号大和高田御所線

## 料金所
- 無料区間のため設置されていない。

## 歴史
- 2012年3月25日 : 橿原高田IC-当IC間開通に伴い供用開始。
- 2015年3月21日 : 当IC-御所南IC間開通。

## 隣
E24 京奈和自動車道（大和御所道路）
橿原高田IC - 御所IC - 御所南IC/PA（PAは奈良・京都方面のみ）